# Bloedbad van Kuta Reh
Het Bloedbad van Kuta Reh (ook: Koeto Reh of Koetö Réh) vond plaats bij het tegenwoordige plaatsje Kuta Rih in de Alaslanden van Atjeh tijdens de Atjehoorlog. Op 14 juni 1904 werden hier 561 personen vermoord, als onderdeel van een expeditie onder leiding van de Nederlandse generaal G.C.E. van Daalen waarbij in totaal meer dan 1743 mannen en 1159 vrouwen en kinderen de dood vonden.

## Voorgeschiedenis
Van Daalen had de opdracht om de dorpshoofden bij elkaar te roepen om te spreken over bestuursmaatregelen. Bij verzet mocht hij ingrijpen, waarbij hij de beschikking had over 200 man van het Korps Marechaussee te voet, 12 officieren en 450 dwangarbeiders. In Gajo Loeös (Gajolanden) had hij de weerstand in dorpen die zich niet wilden overgeven hardhandig neergeslagen, tot op 2 juni 1904 de laatste hoofden zich onderwierpen. Vervolgens trok hij verder naar de Alaslanden, waar hij op 10 juni met zijn troepen aankwam.
Volgens lezing van de Nederlandse overheid was de bevolking van het Alasgebied meer tot onderwerping bereid dan de bevolking van Gajo Loeös. Mede door bemiddeling besloten meerdere hoofden hun bevolking tot onderwerping te bewegen. Drie kampongs zouden echter besloten hebben zich niet over te geven: Kuta Reh, Likat en Koetö Lengat Baroe/Koeto Lengo. Er wordt vermeld dat veel van de aanwezige personen afkomstig waren uit Gajo Loeös of daar familie hadden. Herhaaldelijk zou tevergeefs zijn gepoogd om de bevolking zich alsnog te laten overgeven.

## Verloop
Van Daalen, die gewend was om de tactiek 'complete overgave of complete dood' te voeren mede omdat hij geen mogelijkheid had om tegenstanders gevangen te zetten, gaf om 8.20u het bevel het dorpje aan te vallen. De dorpelingen verscholen zich in een naast het dorp gelegen fortificatie in de vorm van een aarden wal en hadden de beschikking over 75 ouderwetse voorladers. Voorafgaand aan de aanval werden gebeden en gezangen gehoord. Over de aanval schreef Van Daalens adjudant J.C.J. Kempees later dat jaar:
Toen de marechaussees op de wal stonden, bleek zich daarbinnen een dichte drom mannen, vrouwen en kinderen te bevinden. Dit was een hoogst kritiek moment voor onze manschappen, want kwam er uit die massa een tegenaanval tegen de borstwering, dan werden zij door hun minderheid in aantal zeker teruggeworpen. Het was dus zaak zich die drommen door een zoo hoog mogelijk opgevoerd snelvuur van het lijf te houden. Het vrij goede overzicht van de binnenruimte, waardoor samenwerking der nevengroepen mogelijk was, kwam ons daarbij ten goede. De uitwerking van het vuur was ontzettend. Iedere kogel maakte in deze dichte gelederen meerdere treffers, en in zeer korte tijd was het bloedig drama afgespeeld, en lagen de voor de onze meest gevaarlijke drommen neer. (...) De overste (...) liet toen het onmiddellijk gevaar voor onze troepen geweken was, “ophouden met vuren” blazen, waaraan werd voldaan. Maar er werden nog tegenaanvallen ondernomen, zoodat het vuur opnieuw moest worden geopend. (...) Vooral aan de rechtervleugel, waar Christoffel met zijne brigades staat, doet zich dit dikwijls voor. Nadat wij volkomen meester zijn van den toestand, wordt op de borstwering eenige oogenblikken stand gehouden, om den troep weer geheel in de hand te krijgen, en de opgewondenheid tijd tot bedaren te geven.’— uit het verslag van adjudant J.C.J. Kempees
Van Daalen gaf later echter aan dat enkele ondergeschikte aanvoerders juist niet hadden geluisterd op de momenten dat hij bevel gaf om het vuren te staken. De hele aanval duurde niet langer dan anderhalf uur. Kempees vermeldde dat bij de slachting 313 mannen, 189 vrouwen en 59 kinderen waren omgekomen; 20 vrouwen en 31 kinderen zouden gewond zijn geraakt. Een lichtgewonde vrouw zou na het bloedbad met een rencong eerst een ongedeerd kind en vervolgens zichzelf van het leven hebben beroofd. Onder de aanvallers vielen 2 doden. Kempees beschrijft dat er 61 kinderen 'ongedeerd' tussen de lichamen vandaan werden gehaald en bij overlevende vrouwen werden geplaatst.
De lijken werden binnen de wal in een grote kuil begraven. Op de locatie maakte de meereizende fotograaf H.M. Neeb drie foto's, waaronder een met Van Daalen.

## Vervolg en nasleep
Op 20 juni volgde de aanval op Likat (432 doden) en op 24 juni de aanval op Koetö Lengat Baroe (654 doden). In de Tweede Kamer werd fel gereageerd op de werkwijze en het hoge aantal doden. Er werd gesproken over 'beulenwerk' en een 'optreden van een bende bloedhonden'. Van Daalen werd vergeleken met Alva.
In 1984 was de actiegroep Koetoh Reh actief, die met haar naam verwees naar het bloedbad. De groep deed op 11 september een poging om het Van Heutsz-monument in Amsterdam op te blazen. De aanslag werd vooraf in een persverklaring toegelicht. Aanleiding was het bezoek van burgemeester Ed van Thijn aan president Soeharto, die als dictator werd gezien nadat hij na de mislukte staatsgreep van communistische luchtmachtofficieren  aan de macht was gekomen en verantwoordelijk werd gehouden voor onder meer de daaropvolgende massamoord (1965-1966). Het Westen zag Soeharto echter als welkome vervanger van zijn antikoloniale voorganger Soekarno die zich bovendien neutraal had opgesteld in de Koude Oorlog. Bij de bloederige gevechten in Oost-Timor na de daar uitgeroepen onafhankelijkheid (1975), beloofde de IGGI (Inter-Governmental Group on Indonesia), onder voorzitterschap van Nederland, miljarden én wapensteun. Koetoh Reh zag de Nederlandse ondersteuning van Souharto als voortzetting van het gewelddadige Nederlandse bewind onder Van Heutsz (en Van Daalen), waarvoor het Bloedbad van Kuta Reh symbool stond. De groep is in verband gebracht met de Revolutionaire Anti-Racistische Actie (RaRa).